# حب بلا حدود (مسلسل تركي)
حب بلا حدود (بالتركية: Hudutsuz Sevda)‏ هو مسلسل أكشن درامي تركي عرض لأول مرة في 21 سبتمبر 2023. من إنتاج ميديا بيم، وإخراج مراد أوزتورك، وتأليف بهادير أوزدينير. بطولة دنيز جان آكتاش وميراي دانر وآسيومان داباك.

## قصة المسلسل
خليل إبراهيم (دينيز جان أكتاش)، الذي فقد والده في طفولته بسبب ثأر، ونُفي إلى إسطنبول، يعود بعد 20 عامًا إلى مسقط رأسه في منطقة البحر الأسود شابًا وسيمًا وقويًا. هناك يخطط للزواج من حبيبته ياسمين (بيران داملا يلماز) وبدء حياة جديدة، لكن الأحداث تعيق ذلك. حياته تأخذ منحى مختلفًا عندما يدخل في رحلة انتقام، ويزداد تعقيدًا مع ظهور زينب (ميراي دانر)، التي تنتمي إلى عائلة ليتوس، ما يغير مصيره بالكامل.

## وصلات خارجية
- حب بلا حدود على موقع IMDb (الإنجليزية)
- حب بلا حدود على موقع كينوبويسك (الروسية)
- حب بلا حدود على موقع قاعدة بيانات الفيلم (الإنجليزية)